# Groves (Texas)
Groves es una ciudad ubicada en el condado de Jefferson en el estado estadounidense de Texas. En el Censo de 2010 tenía una población de 16.144 habitantes y una densidad poblacional de 1.201,7 personas por km².

## Geografía
Groves se encuentra ubicada en las coordenadas 29°56′46″N 93°54′0″O / 29.94611, -93.90000. Según la Oficina del Censo de los Estados Unidos, Groves tiene una superficie total de 13.43 km², de la cual 13.4 km² corresponden a tierra firme y (0.27%) 0.04 km² es agua.

## Demografía
Según el censo de 2010, había 16.144 personas residiendo en Groves. La densidad de población era de 1.201,7 hab./km². De los 16.144 habitantes, Groves estaba compuesto por el 85.76% blancos, el 4.13% eran afroamericanos, el 0.29% eran amerindios, el 3% eran asiáticos, el 0.03% eran isleños del Pacífico, el 4.79% eran de otras razas y el 2% pertenecían a dos o más razas. Del total de la población el 16.35% eran hispanos o latinos de cualquier raza.